# Darius Lelėnas
Darius Lelėnas (* 15. Oktober 1982 in Elektrėnai, Litauische Sozialistische Sowjetrepublik) ist ein ehemaliger litauischer Eishockeyspieler, der zuletzt bis 2013 bei den Kongsvinger Knights in der zweitklassigen norwegischen 1. divisjon spielte.

## Karriere

### Klubs
Darius Lelėnas begann seine Karriere als Eishockeyspieler beim litauischen Rekordmeister Energija Elektrėnai, für den er bereits 1997 als 15-Jähriger sein Debüt in der damaligen East European Hockey League gab. In der Saison 2001 gewann er mit seinem Klub den litauischen Meistertitel. Im Folgejahr spielte er in der zweiten russischen Liga bei Jantar Sewersk. Nach nur einem Jahr in Sibirien kehrte er in seine Heimatstadt zurück und war wieder für den SC Energija aktiv, mit dem er in der benachbarten und stärker einzuschätzenden lettischen Liga spielte. Anschließend zog es ihn zum lettischen Spitzenklub HK Liepājas Metalurgs, für den er sowohl in der lettischen Eishockeyliga, als auch in der belarussischen Extraliga antrat. Nachdem er mit dem Klub aus Kurland 2008 sowohl lettischer Meister als auch Torschützenkönig der Liga geworden war, verpflichtete ihn der slowakische Erstligist HC Dukla Trenčín. Aber noch vor Saisonende kehrte er Liepāja zurück. Die Spielzeit 2009/10 verbrachte er beim HK Brest, für den er ebenfalls in der belarussischen Extraliga spielte. Darauf wechselte er auf die britische Insel zurück, wo er ein Jahr für die Peterborough Phantoms in der zweitklassigen English Premier Ice Hockey League spielte. Von dort ging er nach Saisonende nach Norwegen, wo er bei den Kongsvinger Knights in der zweitklassigen 1. divisjon spielte und ihm mit der Mannschaft 2013 der Aufstieg in die GET-ligaen gelang. Anschließend beendete er seine Karriere.

### International
Für Litauen nahm Pliskauskas bereits im Juniorenbereich an den U18-C-Europameisterschaften 1996 und 1998 und der Europa-Division 1 der U18-Weltmeisterschaft 1999 sowie den U20-C-Weltmeisterschaften 1999 und 2000 sowie nach der Umstellung auf das heutige Divisionssystem an den U20-Weltmeisterschaften der Division II 2001 und 2002 teil.
Sein Debüt in der litauischen Herren-Nationalmannschaft gab er bei der Weltmeisterschaft der Division I 2001, als die Litauer die Klasse nicht halten konnten. Nach dem Abstieg spielte er Eishockey-Weltmeisterschaft der Herren 2002 und 2004, als jeweils der Aufstieg gelang, in der Division II. In der Folge stand er 2005, 2006, 2007, 2008, 2009, 2010 und 2011 in der Division I auf dem Eis. Dabei war er 2005 und 2006 jeweils Torschützenkönig des Turniers. Zudem vertrat er seine Farben bei der Olympiaqualifikation für die Winterspiele in Turin 2006.

## Erfolge und Auszeichnungen
- 2001 Litauischer Meister mit Energija Elektrėnai
- 2002 Aufstieg in die Division I bei der Weltmeisterschaft der Division II, Gruppe B
- 2004 Aufstieg in die Division I bei der Weltmeisterschaft der Division II, Gruppe B
- 2005 Torschützenkönig bei der Weltmeisterschaft der Division I, Gruppe B
- 2006 Torschützenkönig bei der Weltmeisterschaft der Division I, Gruppe B
- 2008 Lettischer Meister mit dem HK Liepājas Metalurgs
- 2008 Torschützenkönig der lettischen Eishockeyliga
- 2013 Aufstieg in die GET-ligaen mit den Kongsvinger Knights

## Statistik
(Stand: Ende der Spielzeit 2009/10)